# Brckovljani
Brckovljani  è un comune della Croazia di 6 816 abitanti della Regione di Zagabria.